# Naidăș
Naidăș is een Roemeense gemeente in het district Caraș-Severin.
Naidăș telt 1178 inwoners.